# 아마레 앙상블
아마레 앙상블은 대한민국의 클래식 음악 그룹이다.
1999년 7월 5일 충남 천안시 동남구 안서동 단국대병원의 1회 공연을 시작으로 전국에 있는 병원 환자들 앞에서 바이올린을 켜고, 장애인에게 비올라 선율을 들려주고, 어르신들을 위해 피아노 건반을 눌러 소외계층을 찾아가 봉사하는 사회봉사단으로 이름이 알려져 있다.
2010년 1월 21일 전남 목포 국립결핵병원에서 개최한 500회 공연까지 활발한 활동을 벌였다.
2012년 7월 16일 단국대병원에서 300여 명의 환자들과 보호자들이 참석한 가운데 브람스의 '집시의 세레나데', 오페라 춘희(La Traviata)중 '축배의 노래', 신 아리랑 등을 펼쳐 600회를 기념했다.

## 역사
단국대병원 소속 연주단 ‘아마레 앙상블’은 1999년 7월 5일 단국대학교병원을 시작으로 전국을 누비며 문화 소외계층을 찾아가 피아노 5중주 봉사활동을 벌여 왔는데 특히 아마레 앙상블은 장충식 단국대 이사장의 발의로 1999년 7월 음악을 통해 소외받고 고통받는 이웃에게 위안을 준다는 취지로 전문음악인들이 결성한 연주단.창립이후 전국을 무대로 고아원 재활원 병원 교도소등 소외된 곳을 찾아 142회의 공연을 가져왔다.
단국대 ‘아마레 앙상블 현악 4중주단’이 한·러 수교 10주년을 기념하고 유럽에 거주하는 입양 한국인들을 위해 모스크바와 스톡홀름에서 연주회를 개최하였고 2002년 10월 15일 아마레 앙상블은 모스크바의 볼쇼이 극장 이벤트 홀에서 성황리에 공연을 마친데 이어 18일에는 스웨덴의 스톡홀름 임마뉴엘 교회에서 한국입양아들을 위한 음악회를 개최하였다.
이러한 해외 공연만이 아니고 전국을 누비며 문화 소외계층을 찾아 피아노 5중주를 선물해 온 단국대병원 연주단 '아마레 앙상블'이 2012년 7월 16일 자선공연 600회 기념공연을 열게 되었다.

## 창단동기
‘사랑하다’라는 의미의 '아마레 앙상블'은 단국대학교 장충식 명예총장의 제안으로 창단됐다. 장소 섭외는 현재 유일한 창단 멤버인 장은식(비올라) 단장의 몫. 각 지역 사회복지 관련 웹사이트를 뒤져 아동보호시설·노인요양원·복지관·장애인시설·공부방·노숙자시설을 찾아내 직접 전화로 약속한다. 직업훈련원, 시골 분교, 구치소도 방문 목록에 있다.
처음부터 피아노 5중주를 선물해온 단국대학교 사회봉사단 소속 '아마레(Amare) 앙상블(ensemble)'은 그동안 활발한 봉사활동으로 '찾아가는 음악회'로 더 많이 알려져 있는데 '아미레 앙상블'의  'Amare'는 라틴어로 '사랑하다'라는 뜻이고 'ensemble'은 프랑스어로 '전체적인 어울림이나 통일, 조화'를 의미한다고 밝히고 있다.

## 활동
아마레 앙상블은 단국대학교 소속으로 '이웃에게 봉사한다'는 사랑의 정신에 뿌리를 두고 창단된 앙상블로써 청소년들과 지역주민을 위한 자선 음악회를 개최하여, 밝고 건전한 문화생활의 활력소가 되고 병원의 환우들과 그들을 위해 봉사하는 의료인에게 연주를 통하여 마음의 평화와 건강함을 나누고자 결성된 단체이다.
1999년 7월 "환자 쾌유를 위한 음악회"란 제목으로 단국대학교의 적극적인 후원아래 천안 단국대 병원에서의 첫 연주를 시작으로 연 50회 이상 자선 봉사연주 및 순회연주를 해 온 아마레 앙상블은 병원, 청소년을 위한 복지시설, 장애인 시설, 양로원, 구치소 등 소외된 이웃들이 필요로 하는 곳이면 어디든지 찾아다니며 아름다운 선율로 사랑을 실천하며 새로운 활력과 희망을 선사하였다. 2012년 7월 16일 단국대 병원장은 600회를 기념하면서 “환자 치료를 위한 각종 의료서비스 개발과 함께 문화공연도 정기적으로 개최해 정서적인 치료에도 다양한 노력을 기울일 것”이라고 다짐하였다.